# Luis Pérez Aguirre
Luis «Perico» Pérez Aguirre (Montevideo, 22 de abril de 1941-Costa Azul, Canelones, 25 de enero de 2001) fue un sacerdote jesuita uruguayo, promotor y defensor de los derechos humanos.

## Estudios y vocación
Era el segundo de ocho hermanos de una familia de la élite económica y social uruguaya. Sus estudios de enseñanza primaria los realizó en el colegio Richard Anderson entre 1946 y 1953. Los estudios secundarios, en el Colegio y Liceo Sagrado Corazón (ex Seminario), de los Padres Jesuitas. En 1958 ingresa en la Escuela de Aviación Civil Ángel Adami y realiza su primer vuelo a los 17 años. Dos años antes, en 1956, había escalado la Cordillera de los Andes hasta los 5.000 metros.
Su vocación sacerdotal nace en los años 1960 y comienza el noviciado jesuita: estudia y se gradúa en Humanidades clásicas en Chile (Colegio Loyola). Cursa estudios de Psicología en la Universidad Católica de Valparaíso. A su regreso a Uruguay, en 1965, ejerce como profesor de Francés y Ciencias Geográficas en el liceo del colegio San Javier de los Padres Jesuitas, en Tacuarembó. 
Entre 1967 y 1970 estudia en la Universidad de Toronto, Canadá, y obtiene un máster en Ciencias Religiosas. En 1972 finaliza la Licenciatura en Teología en la Universidad Pontificia de San Miguel, Argentina. Sus estudios de posgrado en Sociología los realiza en la Universidad Pontificia Comillas, en Cantabria, España, en 1978. 
Había sido ordenado diácono en 1969, en Toronto, y se ordena como sacerdote jesuita el 4 de julio de 1970 en la Parroquia del Sagrado Corazón en Montevideo.

## Trabajos y trayectoria
Inicialmente se dedicó al trabajo pastoral entre estudiantes universitarios en la Casa de la Juventud Ramón Cabré pero en 1973 centra sus esfuerzos ayudando a las mujeres que ejercen la prostitución en las calles de Montevideo. En 1975 comienza a vincularse con niños sin familia en La Huella, una Granja-Hogar en Las Piedras, Canelones.
A partir del Golpe de Estado del 27 de junio de 1973 Pérez Aguirre está en la mira de los militares; especialmente, entre 1976 y 1982 es citado numerosas veces por los militares y, en una oportunidad, es torturado en la Jefatura de Policía de Montevide.
Es miembro fundador junto a Marcos Carámbula, Gonzalo Carámbula y Felisberto V. Carámbula en noviembre de 1979, de la Revista La Plaza, editada en Las Piedras.
En 1981 junto a Adolfo Amexeiras, Francisco Bustamante, Marta Delgado, Jorge Faget, Juan José Mosca, Ademar Olivera, Efraín Olivera, Jorge Osorio, Patricia Piera, Josefina Plá y Mirtha Villa entre otros, fundan la sección uruguaya del Servicio Paz y Justicia (SERPAJ) que da apoyo a los familiares de los desaparecidos y reclama el retorno a la democracia y la liberación de los presos políticos.
Es procesado en 1982, por su artículo El guerrero y la paz publicado en La Plaza, en el que afirma que una persona que fue entrenada militarmente para matar es la menos indicada para dirigir una sociedad civil, porque no está capacitada para buscar y encontrar modalidades de paz y conciliación social. 
En 1984, Adolfo Pérez Esquivel, Premio Nobel de la Paz 1980, le ofrece la coordinación latinoamericana del SERPAJ; sin embargo, Perico Pérez Aguirre no acepta porque no quiere abandonar su hogar de La Huella. En el periodo 1986/1990 juntamente con el chileno Fernando Alliaga asume en la condición de coordinadores adjuntos de la Coordinación General del Servicio Paz y Justicia en América Latina (SERPAJ-AL), oportunidad que la Coordinación General estuvo a cargo de la brasileña Creuza Maciel y la Secretaría Ejecutiva de ese mismo organismo estuvo a cargo del filósofo brasileño Rosalvo Salgueiro, en la ciudad de Río de Janeiro.
Entre 1987 y 1989 integró la Comisión Nacional Pro Referéndum, constituida para revocar la Ley de Caducidad de la Pretensión Punitiva del Estado, promulgada en diciembre de 1986 para impedir el juzgamiento de los crímenes cometidos durante la dictadura militar en su país (1973-1985). Desempeñó allí la función de Secretario de Relaciones Internacionales.
Autor de quince libros editados en numerosas lenguas: ensayos en teología, derechos humanos, pedagogía. Ejerció el periodismo en numerosas revistas y periódicos nacionales e internacionales. Fue conferencista internacional en instituciones académicas y privadas de numerosos países. Por su lucha en la defensa de los derechos humanos recibió numerosos premios internacionales y distinciones: 
- Orden Nacional de la Legión de Honor en grado de Oficial (1985), Francia
- Premio Libertades y Derechos Humanos (1986)
- Premio UNESCO de Educación para la Paz.

En el año 2000, Madres y Familiares de Uruguayos Detenidos Desaparecidos lo propuso para integrar la Comisión para la Paz que el presidente Jorge Batlle acababa de crear. Presidida por el arzobispo Nicolás Cotugno, también la integraron los abogados Carlos Ramela (asesor presidencial), Gonzalo Fernández (asesor de Tabaré Vázquez) y José Claudio Williman, y el histórico dirigente sindical José D'Elía. Con decisión y discreción, Pérez Aguirre trabajó en las gestiones que terminarán con el reencuentro del poeta Juan Gelman con su nieta desaparecida.
El 25 de enero de 2001 falleció atropellado por un ómnibus en el balneario Costa Azul mientras paseaba en bicicleta. Ningún conocido fue testigo del accidente y, como no llevaba identificación, murió en el anonimato, como muchas de las personas a las que dedicó su vida. Su cuerpo fue identificado quince horas después de haber muerto cuando un amigo suyo denunció su ausencia en la comisaría y reconoció la bicicleta que allí le mostraron.

## Honores
- La Ruta 48, que conecta la Ruta 5 con el centro de Las Piedras, lleva el nombre de Pérez Aguirre.